# Bodo Zimmermann
Bodo Zimmermann (26 de noviembre de 1886 - 16 de abril de 1963) fue un general alemán durante la Segunda Guerra Mundial. Fue también uno de los pocos galardonados con ambas cruces alemanas (en oro y en plata).

## Biografía
Bodo Zimmermann nació en Metz en noviembre de 1886. Empezó su entrenamiento como cadete en 1906, uniéndose al Ejército Real Prusiano. Zimmermann sirvió en un regimiento de infantería de la 34.ª División. Entre 1907 y 1914 sirvió en el regimiento con el rango de Oberleutnant (teniente primero). En 1915, poco después del inicio de la Primera Guerra Mundial, fue promovido al rango de capitán. Durante la guerra recibió la Cruz de Hierro por sus acciones ejemplares. Zimmermann fue promovido a mayor en 1920, poco ante de abandonar el ejército. Después de la guerra dirigió una editorial especializada en literatura militar y manuales de instrucción.
Poco antes de que empezara la Segunda Guerra Mundial en 1939, Zimmermann fue reincorporado en las nuevas fuerzas armadas de la Alemania Nazi, la Wehrmacht. Como mayor, Zimmermann sirvió en el Alto Mando del 1.º Ejército, en el frente occidental. En octubre de 1940, fue seleccionado Generalstabsoffizier en el cuartel general del Grupo de Ejércitos D, bajo las órdenes de Erwin von Witzleben. Zimmermann fue promovido al rango de Oberstleutnant (teniente coronel) el 1 de agosto de 1941, a las órdenes de Gerd von Rundstedt. El 1 de diciembre de 1942, Zimmermann fue seleccionado como coronel. El 15 de febrero de 1943, recibió la Cruz Alemana en Plata, por sus servicios. En el otoño de 1944 Zimmermann se convirtió en Chef der Führungsabteilung en el sector occidental.
El 25 de septiembre de 1944 Zimmerman recibió la Cruz Alemana en oro. Fue promovido al rango de Generalmajor el 1 de diciembre de 1944. El 1 de mayo de 1945 Zimmermann fue promovido al rango de Generalleutnant. Cuando terminó la guerra, permaneció como prisionero hasta 1947. Después en 1948, Zimmerman publicó Geschichte des Oberbefehlshaber West e Ideas sobre la Defensa del Rin y Alemania Occidental como una área avanzada de Europa Occidental. Zimmermann murió en Bonn en 1963.

## Condecoraciones
- Cruz de Hierro de 1914, 1.ª y 2.ª clase
- Cruz Alemana
  - en Oro, el 25 de septiembre de 1944
  - en Plata, el 15 de febrero de 1943
- Cruz de Honor de la Guerra Mundial 1914/1918